# Francisco Bernardo de Quiros
Francisco Bernardo de Quirós y Benavides, markiz  de Camposagrado, znany też jako Bernaldo de Quirós (ur. 1675 w Oviedo lub w Lena w Asturii, zm. 1710) – pisarz, poeta i dyplomata hiszpański pochodzący z Asturii. Nie należy go mylić z hiszpańskim dramaturgiem Francisco Bernardo de Quirós (1580-1668).

## Życiorys
O jego życiu wiadomo dość niewiele. Był senatorem Królestwa Hiszpanii i pułkownikiem wojsk hiszpańskich, potem parał się dyplomacją. W latach 1700–1702 był hiszpańskim ambasadorem w Hadze. Walczył w wojnie o sukcesję hiszpańską i zginął w bitwie pod Saragossą w 1710 roku.
Był m.in. autorem poematu El Caballu - według niektórych znawców najlepszego napisanego w dialekcie asturiańskim. Jest to 330-wersowy poemat prześmiewczy, chwalony przez współczesnego autorowi pisarza Benito Jerónimo Feijóo e Montenegro (w Teatro crítico universal, t. 4, discurso 14, sección XXIII). 
Francisco Bernardo de Quirós to także autor tomu: Memorial de los servicios de la casa de Quirós, de las de Huergo, Carreño y Alas, en ella incorporadas, opublikowanego w Madrycie w 1774.
Jego żoną została doña Juana Peon y Vereterra de la casa de Peon y Heredia de Villaviciosa. Ich synem był José Bernardo de Quirós, Peon, Venabides y Vereterra, doktor prawa, który z kolei poślubił Amalię de Mier y Antayo.